# Chlordifluormethan
Chlordifluormethan (též difluormonochlormethan) je halogenderivát methanu. Tento bezbarvý plyn patří mezi tzv. freony, jako chladivo je znám pod označeními HCFC-22 a R-22. Dříve se používal jako hnací plyn ve sprejích a jako chladivo v klimatizačních zařízeních. V těchto oblastech se již nepoužívá, protože může poškozovat ozónovou vrstvu a je též silným skleníkovým plynem. Nadále se však využívá jako víceúčelový meziprodukt v průmyslové organofluorové chemii, například jako prekurzor tetrafluorethylenu.

## Výroba a použití
Chlordifluormethan se připravuje z chloroformu:
HCCl3 + 2 HF → HCF2Cl + 2 HCl
Hlavní oblastí použití je výroba tetrafluorethylenu. Tato konverze se skládá z pyrolýzy, při které vzniká difluorkarben, jenž dimerizuje:
2 CHClF2 → C2F4 + 2 HCl
Výsledná sloučenina za přítomnosti silné zásady poskytuje zpět difluorkarben, což se v laboratoři využívá k získání tohoto reaktivního meziproduktu.
Pyrolýzou chlordifluormethanu za přítomnosti chlorfluormethanu vzniká hexafluorbenzen.